# Czerkasy (Sielec)
Czerkasy − dawniej wieś, obecnie część Sielec na Białorusi, w obwodzie grodzieńskim, w rejonie smorgońskim, w sielsowiecie Sinki.

## Historia
W czasach zaborów wieś w gminie Krewo, w powiecie oszmiańskim, w guberni wileńskiej Imperium Rosyjskiego. W 1905 roku wieś liczyła 81 mieszkańców, 91 dziesięcin.
W latach 1921–1945 wieś leżała w Polsce, w województwie wileńskim, w powiecie oszmiańskim, w gminie Krewo.
W 1931 wieś w 12 domach zamieszkiwały 73 osoby.
Wierni należeli do parafii rzymskokatolickiej w Krewie. Miejscowość podlegała pod Sąd Grodzki w Smorgoniach i Okręgowy w Wilnie; właściwy urząd pocztowy mieścił się w Krewie.
Po II wojnie światowej w granicach Związku Sowieckiego. Od 1991 w niepodległej Białorusi.